# Andranik Tejmurijan
Andranik Tejmurijan, właśc. Andranik Timotijan Samarani (perski آندرانيک تيموريان, ormiański Անդրանիկ Թէյմուրեան,ur. 6 marca 1983 w Teheranie) – irański piłkarz pochodzenia ormiańskiego grający na pozycji defensywnego pomocnika.

## Kariera klubowa
Tejmurijan zaczynał piłkarską karierę w Araracie Teheran, trafiając do niego w wieku 15 lat. W 2000 roku przeszedł do Esteghlalu Teheran. W 2003 roku przeniósł się do klubu Oghabu Teheran, w którym zadebiutował w Azadegan League (odpowiednik 2. ligi). Latem 2004 roku został zawodnikiem Abu Moslem Meszhed, grającego w Iran Pro League. Zajął z tym zespołem 8. miejsce w lidze, a rok później 5. (26 meczów i 1 gol).
W sierpniu 2006 podpisał 2-letni kontrakt z klubem angielskiej Premier League, Bolton Wanderers F.C. (kwoty transferu nie podano) i niedługo potem otrzymał pozwolenie na pracę w Wielkiej Brytanii. W lidze zadebiutował w 4. kolejce, 9 września w wygranym 1:0 meczu z Watford F.C., gdy w 86. minucie zmienił El Hadji Dioufa. 6 stycznia 2007 zdobył dwa gole w meczu Pucharu Anglii, wygranym 4:0 z Doncaster Rovers. W sezonie 2007/2008 rozegrał 3 mecze dla Boltonu i po nim odszedł z zespołu.
12 czerwca 2008 podpisał 2-letni kontrakt z Fulham F.C. Zagrał tam w jednym spotkaniu, po czym 2 lutego 2009  został wypożyczony do Barnsley. Do końca sezonu w zespole tym rozegrał 11 meczów, po czym powrócił do Londynu.
Po odejściu z Fulham grał w takich klubach jak: Teraktor Sazi Tebriz, Esteghlal Teheran, Al-Kharitiyath SC, Umm-Salal SC, Saipa Karadż, Maszin Sazi Tebriz i Naft Teheran. W 2017 przeszedł do klubu Gostaresz Fulad.
| Sezon   | Klub                 | Kraj   | Rozgrywki       | Mecze | Bramki |
| ------- | -------------------- | ------ | --------------- | ----- | ------ |
| 2003/04 | Oghab Teheran        | Iran   | Azadegan League | ?     | ?      |
| 2004/05 | Abu Moslem Meszhed   | Iran   | Iran Pro League | ?     | 2      |
| 2005/06 | Abu Moslem Meszhed   | Iran   | Iran Pro League | 26    | 1      |
| 2006/07 | Bolton Wanderers     | Anglia | Premiership     | 17    | 2      |
| 2007/08 | Bolton Wanderers     | Anglia | Premiership     | 3     | 0      |
| 2008/09 | Fulham               | Anglia | Premiership     | 1     | 0      |
| 2008/09 | Barnsley             | Anglia | Championship    | 11    | 0      |
| 2009/10 | Fulham               | Anglia | Premiership     | 0     | 0      |
| 2010/11 | Teraktor Sazi Tebriz | Iran   | Iran Pro League | 21    | 1      |
| 2011/12 | Esteghlal Teheran    | Iran   | Iran Pro League | 20    | 1      |
| 2012/13 | Al-Kharitiyath SC    | Katar  | Q-League        | 20    | 0      |
| 2013/14 | Esteghlal Teheran    | Iran   | Iran Pro League | 22    | 1      |
| 2014/15 | Esteghlal Teheran    | Iran   | Iran Pro League | 14    | 0      |
| 2014/15 | Teraktor Sazi Tebriz | Iran   | Iran Pro League | 13    | 3      |
| 2015/16 | Umm-Salal SC         | Katar  | Q-League        | 14    | 0      |
| 2015/16 | Saipa Karadż         | Iran   | Iran Pro League | 5     | 0      |
| 2016/17 | Maszin Sazi Tebriz   | Iran   | Iran Pro League | 11    | 0      |
| 2016/17 | Naft Teheran         | Iran   | Iran Pro League | 10    | 0      |
| 2017/18 | Gostaresz Fulad      | Iran   | Iran Pro League | 20    | 0      |

## Kariera reprezentacyjna
Tejmurijan w swojej karierze reprezentował Iran w każdej kategorii wiekowej. Jednym z większych sukcesów jest zajęcie 3. miejsca z reprezentacją U-23 w Igrzyskach Solidarności Islamskiej.
W pierwszej reprezentacji Iranu Andranik zadebiutował 24 sierpnia 2005 roku w wygranym 4:0 meczu z Libią. W 2006 roku został powołany przez selekcjonera Branko Ivankovicia do 23-osobowej kadry na Mistrzostwa Świata w Niemczech. Tam był podstawowym zawodnikiem swojej drużyny i zagrał we wszystkich 3 meczach po 90 minut: z Meksykiem (1:3), Portugalią (0:2) oraz Angolą (0:0). Szczególnie zapamiętano go po ostatnim meczu z Angolą, gdy kamery pokazały zmęczonego fizycznie i emcjonalnie Tejmurijana, który po meczu wyczerpany upadł na murawę. Został wtedy uznany za bohatera narodowego Iranu, który poświęcił swoje siły na grę w MŚ 2006.